# Giovanni Antonio Dario
Giovanni Antonio Dario, oppure Giovanni Antonio Daria (Pellio Intelvi, 1630 – Sankt Florian, 8 marzo 1702), è stato un architetto italiano naturalizzato austriaco.

## Biografia
Si hanno poche informazioni riguardanti l'origine e la formazione giovanile di Giovanni Antonio Dario.
Tutta la sua opera conosciuta fu quella effettuata in Austria.
Dal 1656 al 1662 lavorò per la fontana della Residenza a Salisburgo, dove eseguì anche numerose opere per il duomo, e precisamente gli stucchi di quattro cappelle nel 1659, la volta del duomo dal 1661 al 1663, gli altari delle navate laterali dal 1668 al 1671.
Nel 1667 realizzò la fontana di San Erentrud a Nonnberg; nel 1670 e 1671 la torre campanaria di Tittmoning.
Nel 1675 fu attivo ancora a Salisburgo, mentre nel 1686 sono conosciuti i suoi lavori per l'abbazia di San Floriano a Melk sul Danubio.
Negli anni 1686-1689 diresse i lavori della cappella del castello di Marbach e poco dopo realizzò lo stemma dell'arciprete Davide sull'altare maggiore di San Floriano.
Tra le attribuzioni si possono menzionare le fontane della piazza del Mercato di Melk e quelle della corte del Capitolo, sempre a Melk.
Dopo il primo matrimonio con Francesca Garuo Allio da Scaria, si sposò il 24 maggio 1689 con Eva Katharina Gruber di Sankt Florian, dalla quale ebbe quattro figli:
- Joseph Cajetan (7 aprile 1690-27 luglio 1764);
- Thobias Gaetano (nato il 5 novembre 1694);
- Stanislaus Theophil (nato il 13 novembre 1696-5 gennaio 1703);
- Joseph Anton (nato il 15 gennaio 1699).

## Opere
- Fontana della Residenza a Salisburgo dal 1656 al 1662;
- Duomo di Salisburgo : 
  - Stucchi di quattro cappelle nel 1659;
  - Volta del duomo dal 1661 al 1663;
  - Altari delle navate laterali dal 1668 al 1671.
- Fontana di San Erentrud nell'Abbazia di Nonnberg nel 1667;
- Torre campanaria di Tittmoning nel 1670 e nel 1671;
- Lavori per l'abbazia di San Floriano a Melk nel 1886;
- Lavori della cappella del castello di Marbach nel 1686-1689;
- Stemma dell'arciprete Davide sull'altare maggiore di San Floriano nel 1690;
- Fontane della piazza del Mercato di Melk e quelle della corte del Capitolo, sempre a Melk (attribuzioni).